# 辽阳县
辽阳县是辽宁省辽阳市下辖的一个县。位於遼東半島中部，辽阳市中南部。縣人民政府駐首山镇人民街。

## 行政区划
辽阳县下辖12个镇、1个乡、2个民族乡：
首山镇、刘二堡镇、小北河镇、黄泥洼镇、唐马寨镇、穆家镇、柳壕镇、河栏镇、隆昌镇、八会镇、寒岭镇、兴隆镇、下达河乡、吉洞峪满族乡和甜水满族乡。

## 人口
根據第七次人口普查數據，截至2020年11月1日零時，遼陽縣常住人口為372131人。